# Атвуд, Джордж
Джордж Атвуд (англ. George Atwood; 1745—1807) — английский физик и математик XVIII—XIX века; изобретатель машины для иллюстрации действия  законов Ньютона. Помимо этого, Атвуд был одним из ведущих шахматистов своего времени, сохранившим записи как своих партий, так и партий многих других игроков, в частности Франсуа-Андре Даникана Филидора.
Член Лондонского королевского общества (1776).

## Биография
Джордж Атвуд родился в столице Британской империи городе Лондоне в Вестминстере. Точная дата его рождения не известна, однако предполагают, что это произошло незадолго до его крещения состоявшегося 15 октября 1745 года.
По окончании Вестминстерской школы Джордж Атвуд учился в Кембриджском университете, потом был профессором этого университета, а затем по приглашению Уильяма Питта Младшего работал в министерстве финансов Великобритании.
Он получил широкую известность изобретением прибора для изучения закона падения тел под действием силы тяжести, который получил название Машина Атвуда. Одна из безразмерных величин в физике, в память об этом учёном, носит носит имя Число Атвуда.
Джордж Атвуд скончался в родном городе 11 июля 1807 года прожив всю жизнь холостяком и не оставив законных наследников. Его похоронили в церкви Святой Маргариты.

## Избранная библиография
- «Treatise on the rectilinear motion of bodies» (Кембридж, 1784);
- «Analysis of a course of lectures on the principles of natural philosophy» (Лондон, 1784);
- «Dissertation on the constructions of arches» (Лондон, 1801).
- «Review of the Statutes and Ordinances of Assize which have been established in England from the 4th year of King John, 1202, to the 37th of his present Majesty» (London, 1801)
- «Chess games recorded by Atwood were published posthumously by George Walker in London in 1835, under the name Selection of Games at Chess, actually played by Philidor and his Contemporaries».